# Heliodoro de Alejandría (atleta)
Heliodoro de Alejandría (en griego antiguo: Ἡλιόδωρος Ἀλεξανδρεὺς, o también conocido como Trosidamas de Alejandría en griego antiguo: Τρωσιδάμας Ἀλεξανδρεὺς, siglo III) fue un atleta olímpico de la Antigüedad nacido en Alejandría.
Resultó dos veces ganador de la carrera a pie del estadio (la longitud de un estadio eran aproximadamente 192 m) durante los 248.º y 249.° Juegos Olímpicos, en 213 y 217 respectivamente.
Eusebio de Cesarea lo menciona en su libro Crónica como campeón olímpico.